# 点滴尖额蚤
点滴尖额蚤（学名：Alona guttata）为盘肠蚤科尖额蚤属的动物。分布于亚洲、欧洲、拉丁美洲、北美洲、非洲以及中国大陆的广东、福建、浙江、江苏、安徽、江西、湖北、四川、河北、辽宁、吉林、黑龙江、内蒙古、云南、贵州、宁夏、山西、陕西、新疆等地，多栖息于湖岸草丛中以及池塘或水坑中。
其种加词“guttata”意为“点状纹样的”。